# Pierrette Perrin
Pierrette Perrin, född Landelot okänt år, död 1794, var en fransk fabrikör. Hon drev en av Marseilles största fajansfabriker mellan 1748 och 1794. 
Hon gifte sig 1736 med Claude Perrin (d. 1748), tidigare anställd hos Madeleine Leroy, som år 1743 grundade sin egen fajansfabrik. Makens företag blev dock inte framgångsrikt, och vid hans död 1748 ärvde hon ett djupt skuldsatt litet företag som sålde primitiva varor. Hon diversifierade verksamheten, anpassade varorna utefter rådande mode, och lyckades både betala företagets skulder och göra det till ett storföretag som exporterade till Mellanöstern, Västindien och Sydamerika. 